# Narrogin, Western Australia
Narrogin är en ort i Australien. Den ligger i kommunen Narrogin Shire och delstaten Western Australia, omkring 160 kilometer sydost om delstatshuvudstaden Perth. Antalet invånare är 4 238.
Trakten runt Narrogin är nära nog obefolkad, med mindre än två invånare per kvadratkilometer.. Narrogin är det största samhället i trakten.
Trakten runt Narrogin består till största delen av jordbruksmark. Genomsnittlig årsnederbörd är 502 millimeter. Den regnigaste månaden är september, med i genomsnitt 86 mm nederbörd, och den torraste är februari, med 9 mm nederbörd.